# Piraci z Wenus
Piraci z Wenus (tyt. oryg. Pirates of Venus) – powieść science fantasy autorstwa Edgara R. Burroughsa, pierwsza część cyklu Amtor.
Pierwsza publikacja powieści nastąpiła w 1932 w odcinkach na łamach magazynu Argosy. W 1934 Piraci z Wenus została wydana w formie książki przez Edgar Rice Burroughs, Inc.
Głównym bohaterem powieści jest Carson Napier, konstruktor i odkrywca. Na skutek błędu nawigacyjnego jego statek kosmiczny rozbija się na Wenus, a sam Carson przeżywa kolejne przygody na owej planecie.